# Josef Knau
Josef Knau (geboren 24. April 1897 in Mainz; gestorben 3. Mai 1945 in der Neustädter Bucht) war ein deutscher Silberschmied und Widerstandskämpfer gegen den Nationalsozialismus.

## Leben
Josef Knau begann seine Ausbildung 1922 in Weimar in der Metallwerkstatt des Bauhauses unter Johannes Itten und László Moholy-Nagy. Seit 1924 war er als Geselle angestellt und zog mit um nach Dessau. Um 1928 arbeitete er in der Werkstatt von Wolfgang Tümpel in Halle an der Saale.
Knau wurde 1924 aktives Mitglied der Kommunistischen Partei. Nach der Machtergreifung der Nationalsozialisten 1933 floh er 1935 in die Niederlande und später nach Frankreich. Im Spanischen Bürgerkrieg 1936 bis 1939 kämpfte er auf Seiten der Internationalen Brigaden. Nach der Flucht nach Frankreich wurde er dort in verschiedenen Lagern interniert, unter anderem im Camp de Gurs.
Nach der deutschen Eroberung Frankreichs wurde Knau am 3. Juni 1942 in das Zuchthaus Hameln eingeliefert. Kaum war er am 28. Januar 1944 von dort entlassen, wurde er von der Polizei Hameln im Gerichtsgefängnis Hameln in Schutzhaft genommen. Am 9. Februar 1944 wurde Knau in das KZ Neuengamme verschleppt. Als das Konzentrationslager geräumt wurde, gehörte Knau zu den Häftlingen, die auf den Frachter Thielbek verbracht wurden. In der Neustädter Bucht liegend wurde das Schiff am 3. Mai 1945 von der Royal Air Force versenkt, dabei kamen die meisten der 2.800 KZ-Häftlinge ums Leben.

## Werk
Am Bauhaus realisierte Knau eine Teemaschine, einen elementar gestalteten kompakten Samowar mit Spirituskocher und Extraktkännchen aus Tombak und Neusilber, innen versilbert und mit Ebenholzgriffen.
Gelegentlich wird Knau das Teeei mit Halter zugeschrieben, das nach zeitgenössischen Quellen von Wolfgang Tümpel und Otto Rittweger in der Bauhaus Metallwerkstatt gefertigt wurde. Das Objekt wurde 1995 von der italienischen Firma Alessi als Serienprodukt neu aufgelegt, ist inzwischen jedoch nicht mehr im Programm.